# Дом, который построил Джек (мультфильм)
«Дом, который построил Джек» — мультипликационный фильм 1976 года по одноимённому английскому стихотворению («This Is the House That Jack Built») в переводе Самуила Маршака.
В фильме использована музыка Моцарта.
Изначальный замысел Андрея Хржановского предусматривал создание большого фильма, поставленного по мотивам английской народной поэзии. Сюжет, снятый по стихотворению «Дом, который построил Джек», должен был стать одной из новелл этого фильма, основанного на шести стихотворениях. Впоследствии материал был разделён на две части. На материале остальных пяти стихотворений был снят мультфильм «Чудеса в решете».

## Сюжет
Джек построил дом и поселился в нём. А вместе с ним — кот и пёс. А ещё в доме появляются самые разные гости.
Вот два петуха,

Которые будят того пастуха,

Который бранится с коровницей строгою,

Которая доит корову безрогую,

Лягнувшую старого пса без хвоста,

Который за шиворот треплет кота,

Который пугает и ловит синицу,

Которая часто ворует пшеницу,

Которая в тёмном чулане хранится

В доме, который построил Джек. 
Отрывок из одноимённого стихотворения Самуила Маршака из английской народной поэзии.

## Создатели
| автор сценария и режиссёр  | Андрей Хржановский |
| художник-постановщик       | Наталья Орлова |
| оператор                   | Кабул Расулов |
| композитор                 | Владимир Мартынов |
| звукооператор              | Владимир Кутузов |
| стихи читает:              | Игорь Ильинский |
| художники-мультипликаторы: | Анатолий Абаренов, Валерий Угаров, Юрий Батанин, Александр Горленко, Лев Рябинин, Владимир Пальчиков, Людмила Лобанова |
| ассистенты:                | Татьяна Домбровская, Людмила Крутовская, Татьяна Сокольская                                                            |
| монтажёр                   | Любовь Георгиева |
| редактор                   | Раиса Фричинская |
| директор картины           | Любовь Бутырина |

- Создатели приведены по титрам мультфильма.

## Художественные особенности
Стихотворение «Дом, который построил Джек» — поэтическое рондо, основанное на многократных рефренах-повторах, напоминающее детскую считалку-скороговорку, входило в эстрадный репертуар Игоря Ильинского. Его голос, звучащий в фильме, и характер исполнения во многом определили ритм картины. В процессе записи звука, который осуществлялся «под изображение», Игорь Ильинский, входя в образ героев фильма, повторял их пластику: "«порхал» синицей, крался с кошачьей мягкостью, то в образе пса бросался из воображаемого укрытия за воображаемым Котом… ".
Отказавшись от иллюстративного подхода (когда изображение послушно вторит тексту, следуя за ним, что придаёт всему произведению некоторую пассивность) к экранизации этого полного лукавой иронии стихотворения, А. Хржановский и художник-постановщик Н. Орлова создали собственный художественный мир, звучащий в гротесково-парадоксальной тональности и полный полифонии, где словесный, музыкальный и зрелищный ряды составляют весёлое многоголосие. При этом и текст, и музыка, и изображение являются равноценными стилеобразующими компонентами.
Также в этом мультфильме необычные титры — над каждыми инициалами вставлен портрет, и всё это оформлено так, будто из окошек старинного дома смотрит вся съёмочная группа — от режиссёра до директора.

## Призы и награды
- 1977 — На XXIII МКФ документальных и короткометражных фильмов в Оберхаузене (ФРГ).